# Kokostopp

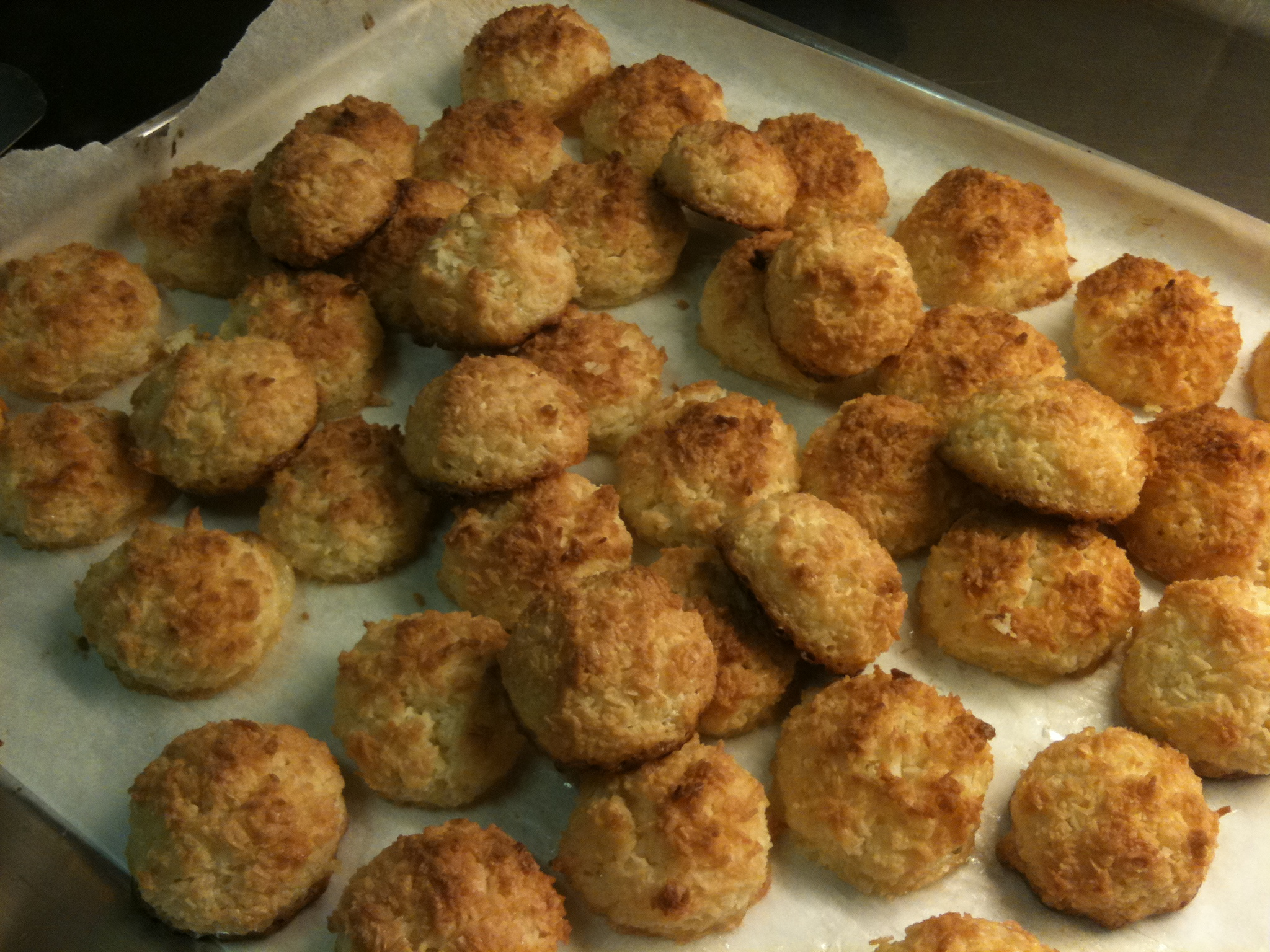
En sats nybakade kokostoppar.

Kokostopp är en konfektyr gjord av smör, ägg, socker och riven kokos som gräddas i ugnen. Toppen eller botten doppas ofta i smält choklad. I Frankrike kallas den för congolais och i engelsktalande länder macaroon.
Ursprunget sägs komma från italienska munkar som utvandrade till Frankrike på 1500-talet. Det troliga receptet innehöll riven mandel istället för kokos, och påminde då mer om mandelbiskvier.
Italienska judar bakar kokostoppar vid påsken eftersom receptet inte kräver mjöl eller surdeg och därmed kan förtäras under fastan.